# Várzea da Palma (ort)
Várzea da Palma är en ort i Brasilien.   Den ligger i kommunen Várzea da Palma och delstaten Minas Gerais, i den sydöstra delen av landet, 400 km sydost om huvudstaden Brasília. Várzea da Palma ligger 523 meter över havet och antalet invånare är 28 706.
Terrängen runt Várzea da Palma är huvudsakligen platt, men västerut är den kuperad. Det finns inga andra samhällen i närheten.
Omgivningarna runt Várzea da Palma är huvudsakligen savann. Runt Várzea da Palma är det glesbefolkat, med 17 invånare per kvadratkilometer.